# 荒野の素浪人
『荒野の素浪人』（こうやのすろうにん）は、NET（現テレビ朝日）系列で放送された三船プロ制作のテレビ時代劇。毎週火曜夜9時からの1時間枠で第1シリーズ（全65話）が1972年1月4日から1973年3月27日まで。第2シリーズ（全39話）が1974年1月1日から9月24日まで放送された。
第2シリーズは『新・荒野の素浪人』のタイトルだが、これは再放送とソフト化の際に使用される便宜上のタイトルで、クレジット上は『荒野の素浪人』である。

## 概要
本作は外国の西部劇ドラマを時代劇として仕立てたような雰囲気を持つ作品である。
主人公　峠九十郎（三船敏郎）が繰り出す必殺剣「八方達磨返し」は目前にいる相手を斬り倒し、瞬時に左手に刀を持ち替えて、背後にいる敵を斬り、同時に右手で抜いた小刀で目前の敵を刺すという豪快な技。
レギュラーの登場人物は第1シリーズと第2シリーズを通して、峠九十郎、白い短筒の使い手で「五連発の旦那」の異名を持つ素浪人 鮎香之介（大出俊）、死んだふりが得意な旅人 すっぽんの次郎吉（坂上二郎）の三人である。
九十郎の髪型は第1シリーズと第2シリーズで異なり、第1シリーズは俗に言う「ムシリ」と呼ばれる髪型で、第2シリーズは総髪であった。第2シリーズは九十郎の衣装も『椿三十郎』に最も近い形となっている。

## キャスト
- 峠九十郎：三船敏郎
- 鮎香之介：大出俊
- すっぽんの次郎吉：坂上二郎
- からっ風のお文（第1シリーズ）：梶芽衣子（第1、2、11、13、21、26、27、32、35、41話）
- 濡れつばめのお柳（第1シリーズ）：小川真由美（第53、54、56、58、59、61、62、65話）
- 語り（第1シリーズ）：寺田農
- 語り（第2シリーズ）：岸田森

## サブタイトルリスト

### 第1シリーズ（全65話）
| 話数 | 放送日         | サブタイトル              | 脚本              | 監督     | ゲスト |
| ---- | -------------- | ------------------------- | ----------------- | -------- | --- |
| 1    | 1972年1月4日   | 乱闘 辰の上刻             | 津田幸夫          | 村山三男 | 江原真二郎、浜田ゆう子、大木正司、久米明、五味龍太郎、早川雄三 |
| 2    | 1972年1月11日  | 奪回 佐渡無宿人           | 池田一朗          | 松森健   | 宮口精二、藤木悠、島田順司、大下哲矢、浅野進治郎、大泉滉、浜田晃、倉島襄、美波節子、辻しげる、田中一、塩島昭彦 |
| 3    | 1972年1月18日  | 必殺 帰らざる街道         | 松浦健郎          | 松森健   | 宍戸錠、白木マリ、岡田由紀子、江見俊太郎、田村保、福山象三、弘松三郎、石山克己、大村千吉、杉山俊夫、山口博義、木村博人、小林亘、伊吹新、若尾義昭、菅原慎予、山口譲                                                       |
| 4    | 1972年1月25日  | 狙撃 関八州取締り         | 池田一朗          | 西山正輝 | 葉山良二、江夏夕子、山下洵一郎、加藤和夫、榊ひろみ、村上冬樹、山岡徹也、小瀬朗 |
| 5    | 1972年2月1日   | 獄門 関所破り             | 安藤日出男        | 土居通芳 | 土屋嘉男、工藤明子、睦五郎、武藤英司、丹羽又三郎、高品格、南祐輔 |
| 6    | 1972年2月8日   | 掠奪 眠れる埋蔵金         | 池田一朗          | 土居通芳 | 竜崎勝、ジュディ・オング、牧紀子、江戸家猫八、織本順吉、河野秋武、外山高士、人見きよし、細川俊夫、梅津栄、三角八郎、渡真二、桂小かん、渡辺貞男、山口博義、高橋義治、桂南治                                               |
| 7    | 1972年2月15日  | 爆破 隠し金輸送           | 池田一朗          | 石川義寛 | 梶三和子、村井国夫、山本耕一、大和田伸也、加賀邦男、高田直久、和田一壮、野々浩介、小沢忠臣、成田次穂 |
| 8    | 1972年2月22日  | 復讐 黒羽の女             | 松浦健郎          | 船床定男 | 和田浩治、珠めぐみ、水原麻記、牧冬吉、戸上城太郎、堺左千夫、滝恵一、松風はる美、三木敏彦、仁内達之 |
| 9    | 1972年2月29日  | 脱出 死を呼ぶ谷           | 大野靖子          | 工藤栄一 | 北川美佳、正司歌江、藤竜也、高津住男、浜田寅彦、堀田真三、三好美智子、野口元夫、鮎川浩、吉原正皓、猪野剛太郎、依田英助                                                                                                   |
| 10   | 1972年3月7日   | 反逆 隠し砦の血闘         | 田中壽一 胡桃哲   | 丸輝夫   | 中野良子、渡辺篤史、郷鍈治、草薙幸二郎、野村昭子、石橋蓮司、薗千雅子、牧田正嗣、木村博人、畠山麦、角友司郎、稲吉靖、成合晃、緒方燐作、高橋義治、山口博義、和田正義、丸山詠二                                             |
| 11   | 1972年3月14日  | 決闘 傷だらけの必殺剣     | 松浦健郎          | 村山三男 | 岩井友見、大山克巳、黒木進、幸田宗丸、平泉征、糸見愛、有馬昌彦、川野耕司、沖田駿一、阿部昇二、北城寿太郎、荒木保夫、森今日子、和久井節緒                                                                                 |
| 12   | 1972年3月21日  | 慕情 赤い谷の女           | 鈴木兵吾          | 西山正輝 | 村松英子、川合伸旺、京春上、小栗一也、川瀬裕之、上野山功一、富田仲次郎、増田順司、宮浩之、玉村駿太郎 |
| 13   | 1972年3月28日  | 無残 愛と死の峠           | 津田幸夫          | 丸輝夫   | 中尾彬、町田祥子、糸見愛、千波丈太郎、服部妙子、岩崎信忠、大下哲矢、滝川潤、宗近晴見、権藤幸彦、鈴木志郎、大宮幸悦、山口博義                                                                                             |
| 14   | 1972年4月4日   | 奇襲 女地獄牢             | 松浦健郎          | 石川義寛 | 夏八木勲、八並映子、八代万智子、植村謙二郎、外野村晋、服部哲治、高杉玄、立川雄三、向井淳一郎、山中貞則、小峰千代子、茜夕子、瀬戸ユキ、美田陽子、山田悦子、六本木マユ、日笠潤一                                           |
| 15   | 1972年4月11日  | 乱闘 銀山白鳳峡           | 柴英三郎          | 土居通芳 | 大友柳太朗、島田順司、三条泰子、倉島襄、三浦真弓、春日章良、瀬良明、木村博人、田川恒夫、和沢昌治、山口博義、高橋義治、大島光幸、森洋、和田正義                                                                           |
| 16   | 1972年4月18日  | 暗殺 情無用の死人沢       | 池田一朗          | 吉川一義 | 川地民夫、鳥居恵子、藤岡重慶、小瀬格、滝恵一、中井啓輔、真山達、小坂生男、高橋義治、久保田鉄男、北島和男、山口博義、君塚正純、伊藤浩一、新井一夫                                                                         |
| 17   | 1972年4月25日  | 強奪 けもの谷の御用金     | 大野靖子          | 土居通芳 | 川崎あかね、菊容子、井上昭文、香川良介、木村元、加地健太郎、阿部希郎、安藤三男、中島元、大山豊、山口博義、寺島幹夫 |
| 18   | 1972年5月2日   | みな殺し 棚倉城襲撃       | 池田一朗          | 石川義寛 | 工藤明子、神鳥ひろ子、天本英世、富田仲次郎、武藤英司、有馬昌彦、田中浩、梅津栄、塩沢とき、村上幹夫 |
| 19   | 1972年5月9日   | 陰謀 地獄川の大喧嘩       | 池田一朗          | 村山三男 | 真山知子、近藤洋介、勝部演之、田口計、見明凡太朗、宮口二朗、嶋田景二郎、橋本力、長島隆一、夏木章、山田禅二、日恵野晃、三夏伸、大村千吉                                                                                   |
| 20   | 1972年5月16日  | 怪奇 棺桶山の鬼面         | 広澤榮            | 石川義寛 | 桜町弘子、垂水悟郎、村井国夫、高城淳一、杉江廣太郎、山田禅二、伊吹新、阿部六郎 |
| 21   | 1972年5月23日  | 激闘 竜神峡の反乱         | 柴英三郎          | 若林幹   | 竜崎勝、森秋子、菱見百合子、森山周一郎、神田隆、灰地順、中庸介、堀勝之祐、花原照子、権藤幸彦、塚田正昭、亀井三郎 |
| 22   | 1972年5月30日  | 待ち伏せ 国境い夜叉神峠   | 津田幸夫 土居通芳 | 土居通芳 | 中村伸郎、原田大二郎、佐野厚子、久富惟晴、桔梗恵二郎、村上冬樹、木村博人、近藤準、たんくだん吉、いわたがん太、池田勝 |
| 23   | 1972年6月6日   | 砂塵! 狙われた辺境の宿    | 津田幸夫          | 吉川一義 | 伊藤孝雄、前田通子、保科三良、柳瀬志郎、吉原正皓、長谷川弘、藤井まゆみ、津川透子、川崎公明、高杉哲平、稲川善一、相沢治夫、大川美幸、日笠潤一、田中一、山岡正義、戸塚孝、大島光幸、小坂生男、高橋義治、国井正広、福留幸夫 |
| 24   | 1972年6月13日  | 襲撃 地の果て白骨ヶ原     | 須崎勝彌          | 村山三男 | 岸田森、佐々木愛、橋本功、村田吉次郎、三谷昇、嵐芳三郎、山崎竜之介、中村公三郎、戸田千代子、瀬川新蔵、吉田友紀、森本三郎、福留幸夫、大島光幸、小坂生男、大宮幸悦、山口博義                                               |
| 25   | 1972年6月20日  | 惨殺 地獄の歌がまた聞える | 柴英三郎          | 土居通芳 | 工藤明子、菅貫太郎、滝田裕介、庄司永建、町田博子、高桐真、今村源兵、尾崎ますみ |
| 26   | 1972年6月27日  | 妖雲 笛吹川の人柱         | 須崎勝彌          | 土居通芳 | 上村香子、長谷川明男、城所英夫、浜田晃、北原義郎、堀部隆一、矢野間啓二、外野村晋、川口節子 |
| 27   | 1972年7月4日   | 死闘 賞金稼ぎの墓場       | 柴英三郎          | 石川義寛 | 土屋嘉男、河村有紀、亀石征一郎、榊ひろみ、加地健太郎、黒部進、鈴木治夫 |
| 28   | 1972年7月11日  | 怒濤 若狭峠の黒い罠       | 須崎勝彌          | 丸輝夫   | 内藤武敏、山本亘、児島美ゆき、深江章喜、徳大寺伸、大宮悌二、西条美知子、山口千枝、森下明、小宮恵、鈴木美小夜、神田慶子、井出良子                                                                                         |
| 29   | 1972年7月18日  | 潜入 反逆者の隠し砦       | 安藤日出男        | 石川義寛 | 吉田輝雄、司美智子、杣英二郎、倉島襄、小沼和延、幸田宗丸、大和学、高倉英二、小坂生男、国井正広、戸塚孝、渡辺貞男、高橋義治、井口義亮、大宮幸悦、山口博義                                                                 |
| 30   | 1972年7月25日  | 緋剣 三匹の女渡世人       | 松浦健郎          | 西山正輝 | 中山麻理、中山昭二、田崎潤、曽我町子、小林幸子、荒砂ゆき、清川新吾、小笠原弘、天王寺虎之助、木田三千雄、五月晴子、桜京美、池田勝美、丘ゆり子                                                                             |
| 31   | 1972年8月1日   | 爆破 十一人の決死隊       | 北一郎 胡桃哲     | 土居通芳 | 石山律、中山昭二、有川由紀、鮎川浩、田中浩、岩城力也、久野聖四郎、井上博一、森下明、戸塚孝、小林さとみ、石橋健 |
| 32   | 1972年8月8日   | 非情 人斬り賭場           | 柴英三郎          | 村山三男 | 山下洵一郎、川合伸旺、真屋順子、堀井永子、浅野進治郎、夏木章、大塚吾郎、高山彰、武田昌之、小高まさる、林延年、新井一夫、桂小かん、大宮幸悦、甲斐武、戸塚孝                                                               |
| 33   | 1972年8月15日  | 争奪 山峡の銃撃戦         | 大野靖子          | 土居通芳 | 井上孝雄、伊藤栄子、高品格、古谷一行、石山雄大、松枝錦治、木村博人、大村千吉、国井正広 |
| 34   | 1972年8月22日  | 脱走 火攻めの死刑台       | 石川義寛          | 西山正輝 | 前田吟、金井由美、小瀬格、清水元、三好美智子、中田浩二、内海敏彦、木島新一、青沼三朗、杉山俊夫、岡本隆、大宮幸悦、峯秀一、山岡正義、石橋健、柿木恵至、新井一夫、甲斐武、山口博義                                         |
| 35   | 1972年8月29日  | 復讐 咆えろ廃墟の宿       | 津田幸夫          | 村山三男 | 大和田伸也、菊容子、早川雄三、福山象三、高森玄、藤井まゆみ、菅原慎予、如月寛多 |
| 36   | 1972年9月5日   | 策謀 魔の凶悪犯護送       | 石森史郎          | 石川義寛 | 万里昌代、織本順吉、大木正司、松山照夫、塚本信夫、木村幌、高木二朗、長谷川裕二、辻萬長、田畑孝、北村大造、相沢治夫、田川恒夫                                                                                             |
| 37   | 1972年9月12日  | 爆砕 火薬樽の丘           | 須崎勝彌          | 石川義寛 | 北川美佳、石濱朗、川辺久造、千波丈太郎、穂高稔、原口剛、大橋一元、阿部昇二、園千雅子、木島幸、竹口安芸子、吉田友紀、福留幸夫、蟹沢良恵、和田正義、森洋、柿木恵至、大宮幸悦、高橋義治                                     |
| 38   | 1972年9月19日  | 来襲 死の虚無僧集団       | 国弘威雄          | 西山正輝 | 平田昭彦、御木本伸介、佐々木孝丸、堀田真三、平島正一、成田次穂、河村憲一郎、加藤恒喜、古川登志夫、藤川修二、柿沢邦彦、石光豊、勝野誉志夫、安田隆、高橋義治、石橋健、山口博義                                             |
| 39   | 1972年9月26日  | 鷲の巣城 御金蔵破り       | 安藤日出男        | 吉川一義 | 松村達雄、渚まゆみ、小林勝彦、田島義文、伊達三郎、森山周一郎、中庸介、山谷初男、佐々木梨里 |
| 40   | 1972年10月3日  | 百人斬り 悪党の砦         | 北一郎 胡桃哲     | 土居通芳 | 若林豪、北林早苗、中山昭二、庄司永建、堀辺隆一、多和田聡、吉中正一、柿木恵至 |
| 41   | 1972年10月10日 | 兇刃 襲われた山峡の宿     | 柴英三郎          | 丸輝夫   | 山形勲、加茂さくら、八木孝子、倉島襄、三島史郎、岡部正純、岸旗江、木村博人、鈴木治夫、小川安三 |
| 42   | 1972年10月17日 | 流れ者 モズと呼ばれた男   | 大野靖子          | 石川義寛 | 伊吹吾郎、佐藤オリヱ、勝部演之、村上冬樹、石橋雅史、伊吹新、新井和夫、丸山詠二 |
| 43   | 1972年10月24日 | 銃撃 落日の決闘           | 胡桃哲            | 土居通芳 | 加藤武、土田早苗、川辺久造、明石勤、浅野進治郎、桔梗恵二郎 |
| 44   | 1972年10月31日 | 潜入 魔の樹海             | 石森史郎          | 石川義寛 | 島田順司、町田祥子、近藤宏、福山象三、森川公也、三上左京、松沢のの |
| 45   | 1972年11月7日  | 死闘 傷だらけの駒木峠     | 津田幸夫          | 石川義寛 | 地井武男、川村真樹、深江章喜、田口計、高森玄、鎗田順吉、水橋和夫、村上幹夫、松村良子、森下明、黒柳大介、石橋健、柿木恵至、片岡一、大宮幸悦、高橋義治、伊奈貫太、戸知章二、新井一夫、吉中正一、伊藤浩市、山口博義         |
| 46   | 1972年11月14日 | 妖花 峡谷の黒水晶         | 柴英三郎          | 丸輝夫   | 和崎俊哉、弓恵子、古谷一行、服部妙子、矢野宣、大木正司、村松克己、田中浩、木田三千雄、幸田宗丸、土屋靖雄、石橋健、高橋義治、戸知章二、黒柳大助、片岡一、新井一夫、戸塚孝、伊藤浩市、伊奈貫太                             |
| 47   | 1972年11月21日 | 待ち伏せ 赤岩谷の竹槍隊   | 須崎勝彌          | 松島稔   | 高橋長英、高橋昌也、東三千、丸山持久、松川勉、須藤健、井上博一、北相馬宏、三田村元、和沢昌治、福井友信、戸川暁子、吉中正一、大宮幸悦、柿木恵至、森下明、片岡一、戸塚孝                                                   |
| 48   | 1972年11月28日 | 挽歌 白蘭の牙             | 石森史郎          | 土居通芳 | 工藤明子、睦五郎、細川俊夫、宮下真希子、浅野進治郎、杉義一、小沢忠臣、稲川善一、今村源兵、福原圭一、新井つねひろ、吉中正一、加藤欣子、西尾啓、黒柳大助、桂南次、山口博義                                                 |
| 49   | 1972年12月5日  | 追跡 地獄への身代金       | 石森史郎          | 土居通芳 | 今井健二、金井由美、武藤英司、森山周一郎、藤山浩二、岩城力也、中庸介、町田博子 |
| 50   | 1972年12月12日 | 女郎花 暁の脱走           | 尾中洋一          | 吉川一義 | 赤座美代子、草薙幸二郎、原田あけみ、若松和子、富田仲次郎、藤井まゆみ、片岡五郎、早川研吉、小林トシエ、亀田秀紀、松浪志保、田中志幸、名川貞郎、依田英助                                                                   |
| 51   | 1972年12月19日 | 叛乱 100挺のライフル銃    | 大野靖子 北一郎   | 吉川一義 | 長谷川明男、進千賀子、天本英世、上野山功一、有馬昌彦、浜田晃、木村博人、岩崎信忠、山田禅二、池田勝、戸塚孝 |
| 52   | 1972年12月26日 | 流浪 殺しの子守唄         | 安藤日出男        | 村山三男 | 内田良平、郷鍈治、川口敦子、弘松三郎、久保木利貴、荒木保夫、北九州男、池田生二、相原巨典、都家歌六、永井譲滋、小松英三郎、築地博、門脇三郎、石井麗子、横山勝一、山口博義                                                 |
| 53   | 1973年1月2日   | 群狼 黄金の砦             | 柴英三郎          | 石川義寛 | 大友柳太朗、村田吉次郎、嵐圭史、市川祥之助、八木喬、津田伸、和田幾子、河井憲、内海敏彦、小坂生男、柿木恵至、高橋義治、山口博義                                                                                           |
| 54   | 1973年1月9日   | 銃撃 地獄の用心棒         | 石森史郎          | 丸輝夫   | 山本紀彦、北川美佳、千葉敏郎、柳谷寛、榎木兵衛、小栗一也、中田喜子、畠山麦、晴海勇三、福本勇、木村博人、記平佳枝、川口節子、今井和雄、鈴木治夫、吉田友紀、戸塚孝、山口博義                                               |
| 55   | 1973年1月16日  | 襲撃 国境いの狼火         | 胡桃哲            | 石川義寛 | 森次浩司、京春上、戸上城太郎、園千雅子、中田浩二、石井宏明、安岡真知子、遠藤さちこ、山崎竜之介、鈴木慎、古川登志夫、西田勇三、大島光幸                                                                                   |
| 56   | 1973年1月23日  | 必殺 黒馬谷の対決         | 津田幸夫          | 村山三男 | 二本柳敏恵、村井国夫、徳大寺伸、高城淳一、深江章喜、外野村晋、今村源兵、浅野由香、天坊準、竹田将二、高橋義治、新井一夫、大島光幸、山口博義                                                                               |
| 57   | 1973年1月30日  | 鳴動 竜神沼の奔流         | 須崎勝彌          | 丸輝夫   | 加東大介、万里昌代、庄司永建、浅茅しのぶ、北真知史郎、草川直也、仙波和之、岩城和男、勝部義夫、加藤茂雄、大宮幸悦 |
| 58   | 1973年2月6日   | 荒涼 殺生谷の黄金         | 石川義寛 武末勝   | 石川義寛 | 天野新士、香川良介、浦辺粂子、増田順司、南祐輔、石川るみ子、久野聖四郎、高杉玄、宇南山宏、和田一荘、木村豊幸、当銀長太郎、直木みつ男、甲斐武                                                                             |
| 59   | 1973年2月13日  | 謀略 皆殺しの砦           | 石川義寛          | 石川義寛 | 安部徹、長谷川明男、小野恵子、青木洋子、河野秋武、堺左千夫、倉島襄、夏木章、多田幸男、奥村公延、山根久幸、中曽根公子、亀田秀紀、久保木利貴、岡崎夏子、山口博義                                                           |
| 60   | 1973年2月20日  | 挟撃 錬金の秘法           | 北一郎 胡桃哲     | 松島稔   | 平井昌一、神鳥ひろ子、城所英夫、勝部演之、佐々木孝丸、阿部希郎、池田忠夫、畠山麦、町田博子、広田龍治、狩野剛太郎、加藤茂雄、大宮幸悦                                                                                     |
| 61   | 1973年2月27日  | 出獄 裏切りの報酬         | 石森史郎          | 吉川一義 | 今井健二、西沢利明、小瀬格、園千雅子、黒部進、塩沢とき、葵三津子、山本一郎、井上博一、片岡五郎、小池幸次、河村憲一郎、池田勝、木島幸、山口博義                                                                           |
| 62   | 1973年3月6日   | 強奪 けものたちの群れ     | 石森史郎          | 吉川一義 | 岡田由紀子、井上昭文、五味龍太郎、夏海千佳子、植村謙二郎、倉田爽平、堀部隆一、三木敏彦、三夏伸、田畑孝、石山克己、桂小かん                                                                                               |
| 63   | 1973年3月13日  | 烈風 屍なす山河           | 須崎勝彌          | 村山三男 | 原田清人、北川美佳、浜田寅彦、古谷一行、稲葉義男、横森久、武田昌之、矢野宣、江藤潤、小高まさる、横山勝一、初川久、根間則夫、西田勇三                                                                                     |
| 64   | 1973年3月20日  | 魔ノ山 死の片道手形       | 石森史郎          | 松島稔   | 入川保則、沢井桂子、田口計、本郷淳、小柴隆、沢井杏介、里木佐甫良、伊吹新、高杉哲平、江藤潤、山口博義 |
| 65   | 1973年3月27日  | 必殺 荒野の決闘           | 須崎勝彌          | 村山三男 | 滝田裕介、工藤堅太郎、川合伸旺、松本克平、木村不時子、田代まゆみ、小峰千代子、斉川一夫、高橋義治、阪東豊之助、青木敏夫、山口博義                                                                                         |

- 第36話からOPとEDとアイキャッチが変更された

### 第2シリーズ（全39話）
| 話 | 放送日        | サブタイトル   | 脚本              | 監督     | ゲスト |
| -- | ------------- | -------------- | ----------------- | -------- | --- |
| 1  | 1974年1月1日  | 風塵の剣       | 池田一朗          | 石川義寛 | 大木実、竹下景子、誠直也、今福正雄、千波丈太郎、中村孝雄、水村泰三、野々浩介、加地健太郎、仙波和之、滝川潤、今村源兵、伊吹新、松浪志保、川口節子、大島光幸、山口博義                                                               |
| 2  | 1974年1月8日  | 魔剣の宿       | 田坂啓            | 池広一夫 | 伊藤雄之助、金田龍之介、江幡高志、黒部進、五味龍太郎、沢村いき雄、佐々木梨里、福本潤、田村保、都家歌六、美舟洋子、高橋義治、伊藤浩市                                                                                               |
| 3  | 1974年1月15日 | 狼の挽歌       | 田坂啓            | 田中徳三 | 若林豪、光川環世、小瀬格、北条寿太郎、轟謙二、二宮さよ子、山岡徹也、倉島襄、峰村銀、堀部隆一、藤里まゆみ、大島光幸 |
| 4  | 1974年1月22日 | 無頼の掟       | 村尾昭            | 池広一夫 | 待田京介、川口恒、安芸晶子、今井健二、桑山正一、長谷川弘、桜田千枝子、小倉雄三、鹿島信哉、亀井三郎 |
| 5  | 1974年1月29日 | 手鎖の女       | 杉山義法          | 出目昌伸 | 倍賞美津子、小松方正、石橋蓮司、近藤宏、浜田晃、倉島襄、大村千吉、阿部昇二 |
| 6  | 1974年2月5日  | 影を斬る       | 橋本忍            | 田中徳三 | 佐々木剛、渡辺文雄、竹下景子、加藤和夫、柴田鋭子、庄司永建、美川陽一郎、原口剛、水澤摩耶、杉義一、高木真二、柿木恵至、山口博義、宍戸大全(特技)                                                                                     |
| 7  | 1974年2月12日 | 怒号の刃       | 村尾昭            | 石川義寛 | 桜町弘子、青木義朗、草薙幸二郎、上田忠好、原田清人、寄山弘、吉田友紀、高森玄、亀淵友香、橋本宣三、小池幸二、金内喜久夫、梅沢昌代、花原照子、本多晋、江藤潤、西郷昭二、山口博義、吉中正一、戸塚孝                                   |
| 8  | 1974年2月19日 | 野良犬無残     | 杉山義法          | 池広一夫 | 岩崎加根子、内田朝雄、藤原釜足、田中春男、今福正雄、三原葉子、植田峻、那智映美、矢野間啓二、隅田和世、晴海勇三、角友司郎、市村昌治、大村千吉、木田三千雄、小高まさる、山口博義、鹿島信哉                                           |
| 9  | 1974年2月26日 | 流浪の女       | 田坂啓            | 出目昌伸 | 浜木綿子、竜崎勝、原良子、渥美国泰、曽我廼家一二三、千葉敏郎、伊吹徹、三上左京、伊吹新、滝義郎、新井一夫、西郷昭二、久本昇、竹田将二、大島光幸、吉中正一、高橋義治、山口博義                                                       |
| 10 | 1974年3月5日  | 群狼の宿       | 貞永方久          | 貞永方久 | 松橋登、京春上、小栗一也、垂水悟郎、松山照夫、岩下浩、中庸介、日野道夫、桜田千枝子、神田時枝、北九州男、坂田多恵子、村上記代、高畑喜三、大島光幸、高橋義治、伊藤浩市、山口博義                                                     |
| 11 | 1974年3月12日 | 地獄の沙汰     | ジェームス三木    | 田中徳三 | 嵐寛寿郎、須賀不二男、瞳順子、田中浩、田川恒夫、山田喜芳、木村博人、金井哲夫、阿藤海、日笠潤一、直木みつ男、畠山麦、里木佐甫良、飯田悦子、水川博子、榛名潤一、山田博幸、上田耕一、小池幸二、野瀬大輔、鈴木勇作、川島哲也、菅原慎予 |
| 12 | 1974年3月19日 | 鬼火の谷       | 柴英三郎          | 石川義寛 | 吉行和子、竜崎勝、本田みちこ、内田勝正、手塚茂夫、南祐輔、片岡五郎、伊吹新、藤山竜一、塩沢とき、市原清彦、津野哲郎、邦創典、多田幸男、松原秀、松田真理、平沢信夫、吉中正一、大島光幸、佐藤典子、石原雅之、柿木恵至                 |
| 13 | 1974年3月26日 | 帰らざる宿     | 伊藤満            | 石川義寛 | 高橋悦史、赤座美代子、根岸一正、藤木敬士、江幡高志、阿部希郎、吉野佳子、力石民穂、山下勝也、高橋義治、吉中正一、甲斐武、伊藤浩市、山口博義                                                                                         |
| 14 | 1974年4月2日  | 白狼の牙       | 杉山義法          | 森谷司郎 | 大友柳太朗、ジャネット八田、加藤和夫、森塚敏、北沢彪、山谷初男、二宮さよ子、人見きよし、大村千吉 |
| 15 | 1974年4月9日  | 孤影燃ゆ       | 津田幸夫          | 村山三男 | 夏八木勲、織本順吉、町田祥子、見明凡太郎、中田浩二、小山渚、亀谷雅彦、丹古母鬼馬二 |
| 16 | 1974年4月16日 | 博徒狩り       | 北一郎            | 土居通芳 | 大滝秀治、松下達夫、高木均、城所英夫、柴田昌宏、守田比呂也、北町嘉朗、高木彩、立川雄三、高杉玄、桔梗恵二郎、益田愛子、高山彰、高橋義治、柿木恵至                                                                                   |
| 17 | 1974年4月23日 | 遊女狂乱       | 池田一朗 田原幹   | 吉川一義 | 緑魔子、宮口精二、東郷晴子、勝部演之、辻萬長、川村真樹、滝川潤、小塙謙士、柳谷寛、堤光子、蟹沢良恵、依田英助 |
| 18 | 1974年4月30日 | 仇討ち無惨     | 村尾昭            | 村山三男 | 平泉征、安部徹、三谷昇、増田順司、金井由美、佐藤宏之、新井つねひろ、磯村千花子、藤山浩二、山田禅二、桐島好夫、大宮幸悦、谷津勲、榛名潤一、久本昇、伊藤浩市、吉中正一、大島光幸、高橋義治                                           |
| 19 | 1974年5月7日  | 地獄の使者     | 北一郎            | 土居通芳 | 森次晃嗣、山本豊三、高林由紀子、北原義郎、長島隆一、高城淳一、斉藤真、田原千之右、鳴海剛 |
| 20 | 1974年5月14日 | 無情の砦       | 柴英三郎 天野恒幸 | 村山三男 | 北林早苗、和崎俊哉、山本耕一、加賀邦男、柳生博、小山梓、寺田誠、景山丈二、谷本一、池田生二 |
| 21 | 1974年5月21日 | 闇の鬼神       | 岡田光治          | 土居通芳 | 田中明夫、日下武史、石山雄大、井上博一、松井良、外野村晋、本田竜彦、清水俊男、北山年夫 |
| 22 | 1974年5月28日 | くノ一情話     | 田坂啓            | 森谷司郎 | 奈美悦子、藤原釜足、下川辰平、藤木敬士、松山照夫、富川澈夫、伊達三郎、市村昌治、原田あけみ、多田幸男、今村源兵、伊吹新、都家歌六、山口博義、鈴木治夫                                                                               |
| 23 | 1974年6月4日  | 叛逆の仁       | 北一郎            | 田中徳三 | 山形勲、南原宏治、渥美国泰、浜田晃、片岡五郎、西郡英利、井岡文世、加地健太郎 |
| 24 | 1974年6月11日 | 悪銭の宿       | 中村務 池広一夫   | 池広一夫 | 鈴木瑞穂、潮万太郎、藤岡重慶、梅津栄、堺左千夫、沢村いき雄、小沢幹雄、北条寿太郎、園かおる、酒井郷博、大川総一郎 |
| 25 | 1974年6月18日 | 士魂果つ       | 高畠久            | 丸輝夫   | 内藤武敏、酒井修、桑山正一、隅田和世、沼田曜一、須藤健、天坊準、岡部正純、夏木順平 |
| 26 | 1974年6月25日 | 隠し山地獄     | 小川英 胡桃哲     | 池広一夫 | 川地民夫、吉田日出子、渡辺文雄、川辺久造、倉多爽平、中島元、長谷川弘、松浪志保 |
| 27 | 1974年7月2日  | 土砂降り       | 杉山義法          | 池広一夫 | 加藤嘉、長谷川明男、光川環世、草野大悟、深江章喜、原ひさ子、森章二、長谷川裕二、小鹿番、柳谷寛、和久井節緒、賀川正一、山口博義、福留幸夫、和田正義、大貫幸雄、伊藤浩市、山ノ辺邦弘                                                 |
| 28 | 1974年7月9日  | 異人武士道     | 田坂啓            | 出目昌伸 | 岡田真澄、岡田英次、北村和夫、白石奈緒美、中田浩二、木田三千雄、多田幸雄、市村昌治、東海林一枝、福留幸夫、井口義亮、柿木恵至 |
| 29 | 1974年7月16日 | 第三の女       | 竹内進            | 村山三男 | 本阿弥周子、山本紀彦、石橋蓮司、高野真二、名和宏、市原清彦、北村晃一、北九州男、吉田柳児、水野善行、甲斐武、高橋義治、大貫幸雄、伊藤浩市、吉中正一、伊奈貫太、柿木恵至、斉藤勝信、大島光幸                                         |
| 30 | 1974年7月23日 | 島破り         | 津田幸夫          | 丸輝夫   | 新田昌玄、岩本多代、二本柳俊衣、古谷一行、今福正雄、綾川香、矢田稔、丹古母鬼馬二、内海敏彦、山ノ辺邦弘、戸島和美、石崎洋光、斉藤勝信                                                                                               |
| 31 | 1974年7月30日 | 賞金稼ぎ       | 津田幸夫          | 村山三男 | 伊藤雄之助、長谷川哲夫、榊ひろみ、中山昭二、沖田駿一、灰地順、高桐真、神谷信弘、高橋義治、山口博義 |
| 32 | 1974年8月6日  | 五連発の女     | 大野靖子          | 村山三男 | 渚まゆみ、織本順吉、石橋雅史、真山知子、勝部演之、千波丈太郎、中平哲仟、誠直也 |
| 33 | 1974年8月13日 | けもの罠       | 安倍徹郎 久礼秀夫 | 丸輝夫   | 井上孝雄、荒砂ゆき、児島美ゆき、大森義夫、本間文子、荒木保夫、山口譲、岩城力也、溝呂木但、池田生二、熊谷卓三、池永寿見子、甲斐武、吉中正一、伊奈貫太、井口義亮、福留幸夫                                                           |
| 34 | 1974年8月20日 | 傷だらけの勇者 | 小川英 胡桃哲     | 吉川一義 | 高原駿雄、竜崎勝、進千賀子、浜田晃、上田忠好、土方弘、潮建志、ひろみどり、中井啓輔、鈴木俊介、山口博義 |
| 35 | 1974年8月27日 | 血風つむぎ唄   | 江川礼            | 村山三男 | 金田龍之介、今出川西紀、尾藤イサオ、高木門、永井柳太郎、長島隆一、近藤準、夏木章、阿部希郎、向井淳一郎、都家歌六、八木和子 |
| 36 | 1974年9月3日  | 廃墟の絶唱     | 大野靖子          | 宮越澄   | 大山克己、睦五郎、瞳順子、滝恵一、浅野進治郎、中庸介、藤森達雄、倉石和旺、関戸純方 |
| 37 | 1974年9月10日 | 奇習の村       | 猪又憲吾          | 吉川一義 | 三条泰子、小栗一也、原田清人、横森久、片岡五郎、日野道夫、団巌、和田正義、吉中正一 |
| 38 | 1974年9月17日 | 落ちた偶像     | 中村務            | 池広一夫 | 浜村純、郷鍈治、長谷川明男、田中春男、荒牧啓子、穂積隆信、町田博子、和沢昌治 |
| 39 | 1974年9月24日 | さらば九十郎   | 田坂啓            | 池広一夫 | 伊藤雄之助、中野良子、今福正雄、川辺久造、下川辰平、黒部進、伊吹聡太郎、冷泉公裕、大前均 |

## スタッフ

### 第1シリーズ
- プロデューサー：勝田康三、西川善男、安井治
- 監督：サブタイトルリスト参照
- 脚本：サブタイトルリスト参照
- 音楽：菊池俊輔
- 撮影：斉藤孝雄、山田一夫、佐藤正、西山誠、坪井誠、福沢康道
- 照明：佐藤幸郎、土井直之、安藤禎洋、宮川和美
- 美術：石田良之、高山彦三郎、植田寛
- 録音：大野久男、藤縄正一、田中信行、熊谷宏
- 編集：阿良木佳弘
- プロデューサー補：安井治
- 助監督：鹿島章弘、宮越澄、村石宏實、天野恒幸
- 殺陣：久世竜、宇仁貫三
- 刺青：霞涼二（第18話のみ）
- 効果：東宝効果集団
- 整音：トリッセン・スタジオ
- 製作担当：太田喜十郎、相田晴雄、伊藤満
- 装置：三船プロ
- 装飾：高津映画装飾
- 衣裳：京都衣裳
- 美粧：山田かつら店
- 現像：東洋現像所
- 制作：NET、三船プロダクション

### 第2シリーズ
- プロデューサー：勝田康三、伊藤満
- 監督：サブタイトルリスト参照
- 脚本：サブタイトルリスト参照
- 音楽：佐藤勝
- 撮影：斉藤孝雄、長谷川清、坪井春樹、山田一夫
- 照明：佐藤幸郎、土井直之、安藤禎洋
- 美術：川島泰造、安部衛、大橋豊一、筒井増男
- 録音：大野久男、田中信行、近藤克己
- 編集：阿良木佳弘
- 助監督：天野恒幸、下村優
- 記録：堀北昌子、黒岩美穂子、中川節子、桑原みどり、浅野秀子、小池三智子、照井鈴子
- 製作担当：原田昇、荻原静、中沢敏明、守屋徹、平林俊夫、河井正一
- 殺陣：久世竜（第1話 - 第38話）、山口博義（第39話）
- 演技事務：佐々木健一、前原満司、石坂久美男、長崎洋二郎
- 効果：東宝効果集団
- 整音：トリッセン・スタジオ
- 現像：東洋現像所
- 装置：三船プロ
- 小道具：高津映画装飾
- 装飾：三度屋美術工房
- 衣裳：京都衣裳
- 美粧：山田かつら店
- 特技：宍戸大全（第2話、第6話）
- 制作：NET、三船プロダクション

## 放映ネット局
※は遅れネット。無印は制作局と同時ネット(第1シリーズ：火曜21:00 - 21:56、第2シリーズ：火曜21:00 - 21:55）
| - NETテレビ - 北海道テレビ放送 - 青森テレビ - テレビ岩手※ 月曜 22:00 - 22:56（22:55） - 宮城テレビ※ 月曜 22:00 - 22:56（22:55） - 秋田放送※ 火曜 15:55 - 16:50 - 山形放送※ 月曜 22:30 - 23:26（23:25） - 福島中央テレビ - 新潟総合テレビ 月曜22:00 - 22:55※（第1シリーズ） → 火曜21:00 - 21:55（第2シリーズ途中の1974年4月から） - 北日本放送※ 日曜 17:30 - 18:25 - 北陸放送※ 月曜 21:00 - 21:56（21:55） - 福井放送※ 月曜 16:05 - 17:00 - 山梨放送※ 土曜 14:30 - 15:26（第1シリーズ） → 土曜 15:00 - 15:55（第2シリーズ） - 信越放送※ 月曜 21:00 - 21:56（21:55） - 静岡放送※ 日曜 22:30 - 23:26（23:25） - 名古屋テレビ放送 木曜 21:00 - 21:56※（第1シリーズ）→ 火曜21:00 - 21:55（第2シリーズ） | - 毎日放送（再放送は朝日放送でも放送） - 山陰放送※ 金曜 22:30 - 23:26（第1シリーズ）→ 日曜22:30 - 23:25（第2シリーズ） - テレビ岡山※ 日曜 14:00 - 14:56（14:55） - 広島ホームテレビ 火曜 21:30 - 22:26※（第1シリーズ） → 火曜21:00 - 21:55（第2シリーズ） - テレビ山口※ 火曜 22:00 - 22:56（22:55） - 四国放送※ 土曜 17:00 - 17:55 - 瀬戸内海放送 - 南海放送※ 土曜 23:55 - 0:51 - 高知放送※ 月曜 22:00 - 22:56（22:55） - 九州朝日放送 - 長崎放送※ 火曜 22:00 - 22:56（22:55） - 熊本放送※ 日曜 22:30 - 23:26（23:25） - テレビ大分※ 月曜 21:00 - 21:56（21:55） - 宮崎放送※ 日曜 22:30 - 23:26（23:25） - 南日本放送※ 月曜 21:00 - 21:56（21:55） - 琉球放送※ 火曜 22:00 - 22:56（22:55） |